# Sólo quiero caminar
Sólo quiero caminar és una producció cinematogràfica espanyola i mexicana de l'any 2008. Es tracta d'una continuació de la vida d'un personatge de Nadie hablará de nosotras cuando hayamos muerto, del mateix director Agustín Díaz Yanes i produïda per Boomerang TV, Antena 3 Films i Canana Films, i protagonitzada per Victoria Abril.

## Argument
Conta la història de Gloria Duque (Victoria Abril), protagonista de Nadie hablará de nosotras cuando hayamos muerto, una ex-prostituta que, amb un grup d'amiges (Ariadna Gil, Pilar López de Ayala i Elena Anaya), planeja el robatori a una banda criminal, però quan una d'elles és detinguda (Ariadna Gil), tot es complica. Després d'açò, no acaben els seus problemes, ja que una altra amiga es casa obligada amb un mafiós mexicà, el que tornarà a ficar a les quatre xiques en el món dels robatoris i les màfies.

## Repartiment
- Diego Luna: Gabriel
- Victoria Abril: Gloria Duque
- Ariadna Gil: Aurora

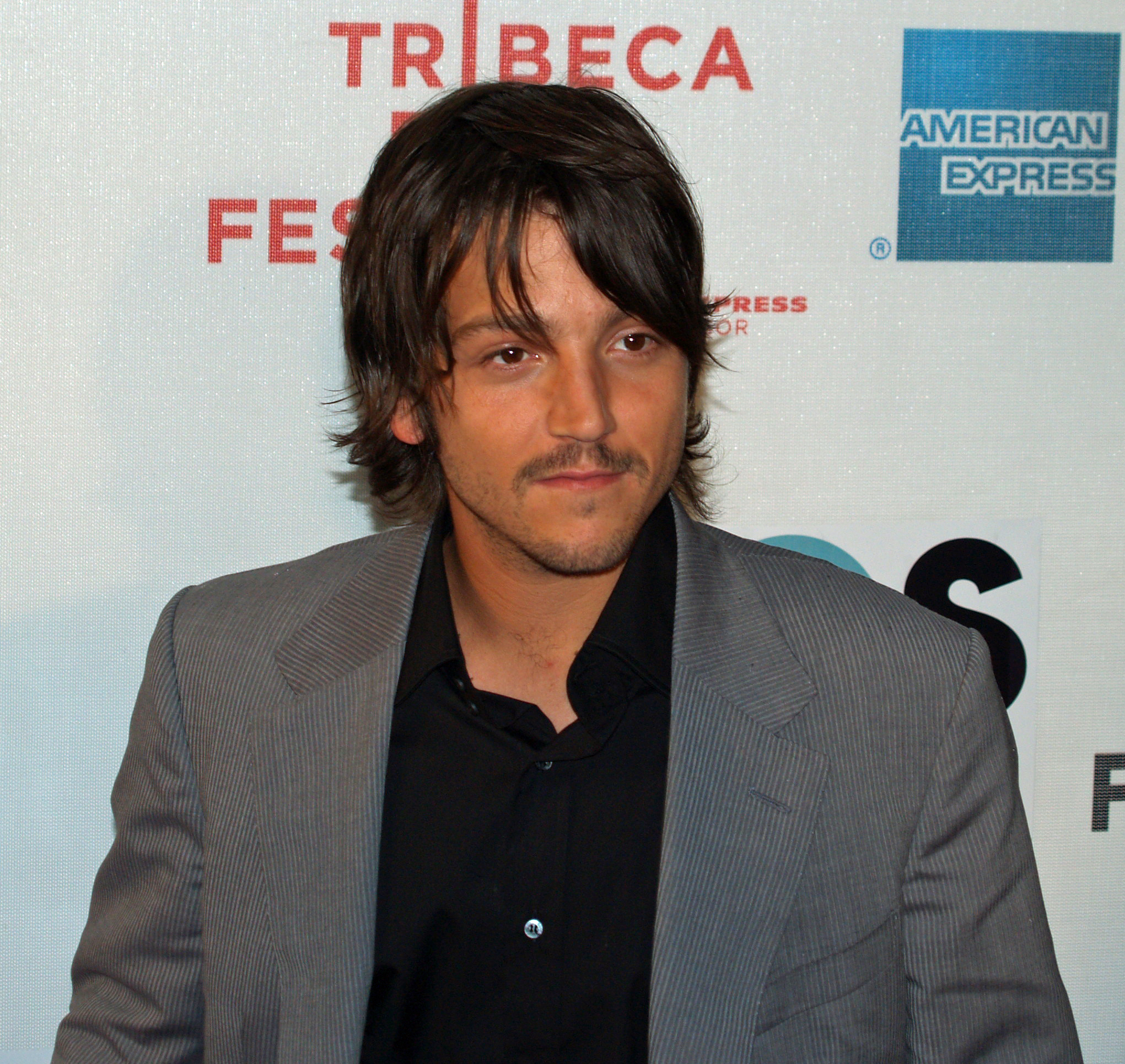
L'actor Diego Luna, protagonista de Solo quiero caminar.

- Pilar López de Ayala: Paloma Molina
- Elena Anaya: Ana
- José María Yazpik: Félix
- Dagoberto Gama: Roberto
- Everardo Arzate: Leonardo
- Jorge Roldan: Vicente
- Tenoch Huerta: David
- Jorge Zárate: Federico
- Horacio Garcia Rojas: Pablo
- Antonio Zúñiga: Silverio
- Nacho Montes: Juan
- Ben Wang: Chino mayor

## Palmarès cinematogràfic
Sólo quiero caminar va rebre 11 nominacions als Premis Goya del 2008, i va obtenir el guardó a millor fotografia.
| Categoria                    | Persona                                                 | Resultat   |
| ---------------------------- | ------------------------------------------------------- | ---------- |
| Millor pel·lícula            | Millor pel·lícula                                       | Nominació  |
| Millor director              | Agustín Díaz Yanes                                      | Nominació  |
| Millor actriu protagonista   | Ariadna Gil                                             | Nominació  |
| Millor actor protagonista    | Diego Luna                                              | Nominació  |
| Millor actor de repartiment  | Jose María Yazpik                                       | Nominació  |
| Millor fotografia            | Javier Limón                                            | Guanyadora |
| Millor guió original         | Agustín Díaz Yanes                                      | Nominació  |
| Millor muntatge              | José Salcedo                                            | Nominació  |
| Millor direcció de producció | R. Cuervo i M. Pedraza                                  | Nominació  |
| Millor so                    | Pierre Gamet, Christophe Vingtrinier i Patrice Grisolet | Nominació  |
| Millors efectes especials    | Alejandro Vázquez, Reyes Abades i Rafa Solórzano        | Nominació  |